# بتل‌گراند (۲۰۱۴)
رزمگاه (به انگلیسی: Battleground) یک رویداد غیر رایگان (Pay-Per-View) در کشتی حرفه‌ای است که توسط کمپانی دبلیو دبلیو ای تهیه می‌شود و این دوره‌اش هم در ۲۰ ژوئیه ۲۰۱۴ در مجموعه ورزشی Tampa Bay Times Forum شهر تَمپا ایالت فلوریدا برگزار شد. این، دومین دوره از این رویداد از زمان آغاز این PPV در سال ۲۰۱۳ بود و همچنین اولین حضور جان سینا در این رویداد را شاهد بودیم؛ چرا که در اولین دوره آن، سینا به‌دلیل پارگی عضله سه‌سر نتوانسته بود در آن حضور یابد.

## زمینه سازی

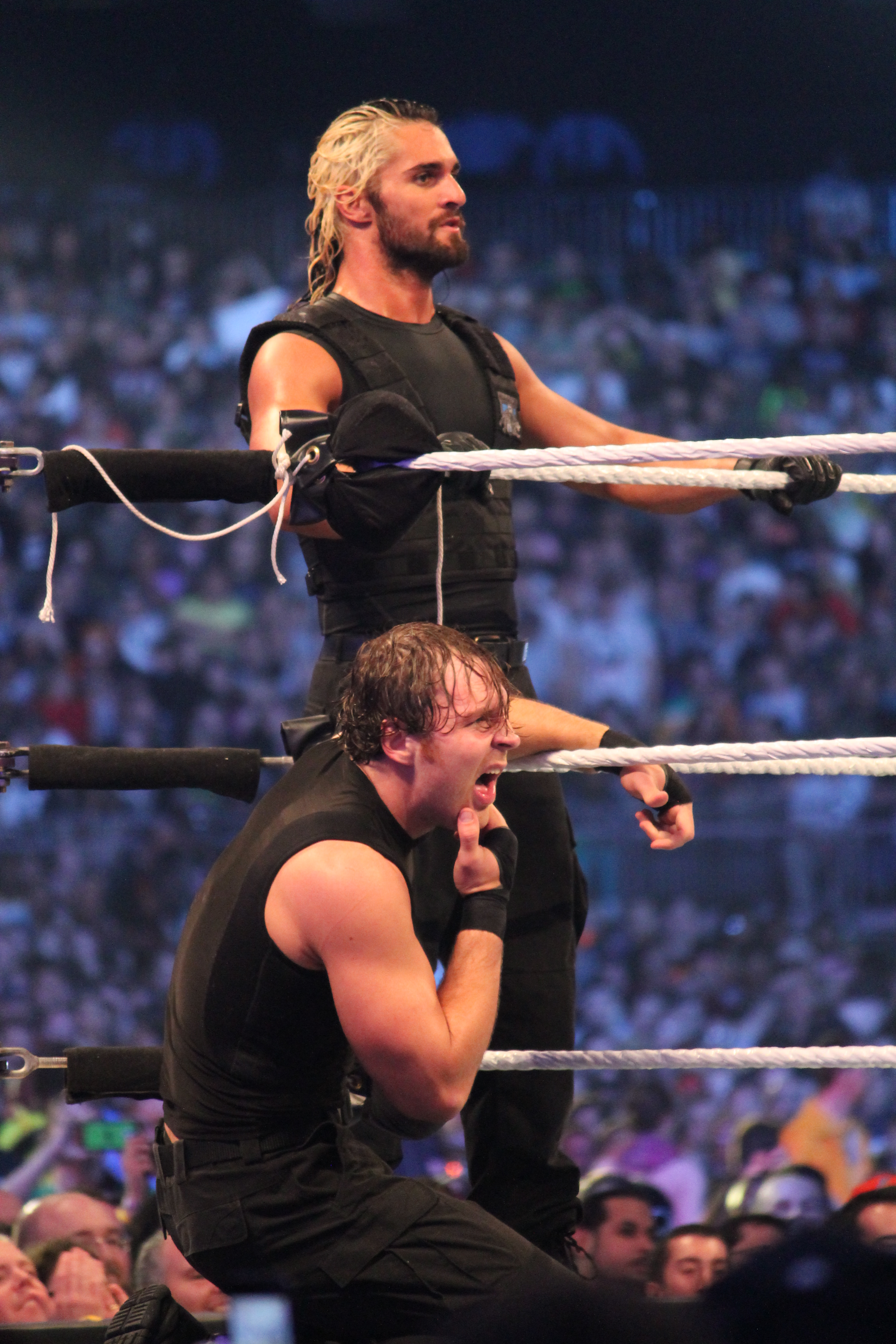
دین امبروز (پایین) و ست رولینز در رسلمانیا
6 آوریل 2014، در مرسدس بنز سوپردوم نیواورلئان، لوئیزیانا.
منبع: عکس توسط Megan Elice Meadows تحت مجوز CC BY-SA 2.0 گرفته شده است.
رده‌ها: دین امبروز، ست رولینز، رسلمانیا.

رزمگاه شامل مسابقاتی بین دشمنی‌های موجود، ماجراهای پیش آمده و استوری‌هایی خواهد بود که پیش از این در برنامه‌های راو یا اسمک داون پخش شده بود. کشتی‌گیرها با توجه به مسابقات یا سری اتفاقاتی که برایشان رخ می‌دهد و تنش را به حد اکثر می‌رساند، نقش منفی یا قهرمان به خود می‌گیرند. این رویداد یک مسابقه با عنوان «مسابقه قواعد افراطی رزمگاه» خواهد داشت که هر کاری در آن مجاز می‌باشد.
در رویداد مانی این د بنک، جان سینا در مسابقه نردبان برای قهرمانی کمربند بی‌صاحب دبلیودبلیوئی سنگین‌وزن جهان به برتری رسید تا با ۱۲ بار قهرمانی، رکورددار شود. رووسا (متشکل از تریپل اچ و استفنی مک‌ماهون) در آن شب به نظر خوشحال نمی‌آمدند چرا که آنها مایل به قهرمان کردن رندی اورتن بودند. شب بعد در راو، تریپل اچ از سینا پرسید که آیا می‌خواهد ادامه کارش را به راحتی بگذراند یا از راه سخت ادامه دهد؛ سینا که روحیه قهرمانی جنگجو را داشت راه سخت را پذیرفت چرا که نمی‌خواست بازیچه دست رووسا شود و تحت کنترل آنان باشد؛ بنابراین تریپل اچ اعلام کرد که سینا باید از عنوانش در رزمگاه و طی یک مسابقه مرگبار ۴ جانبه (به انگلیسی: Fatal 4 way match)، مقابل رندی اورتن، کین و رومن رینز دفاع کند.
در راو ۳۰ ژوئن، مایکل کول اعلام کرد بَد نیوز بَرِت بخاطر مصدومیت پیش آمده در اسمکداون ۲۷ ژوئن و بعد از اینکه جک سوئگر او را به محافظ تماشاگران کوبید، قادر به انجام مسابقه نخواهد بود. به همین دلیل او از قهرمانی کمربند بین قاره‌ای خودش عزل شد. کول همچنین اعلام کرد که در رزمگاه، یک مسابقه بَتِل رویال رزمگاه برای قهرمانی کمربند بی‌صاحب بین قاره‌ای برگزار خواهد شد.
در وبگاه کمپانی یعنی WWE.Com اعلام شد که کریس جریکو در رزمگاه با بری وایت مبارزه خواهد کرد. در راو ۳۰ ژوئن، جریکو به WWE بازگشت ولی خانواده وایت به او حمله کردند که این باعث ثبت مسابقه در رزمگاه شد.
در راو ۳۰ ژوئن، ای‌جی لی به دبلیودبلیوئی بازگشت و با انجام یک مسابقه قهرمانی مقابل پِیج و پیروزی بر وی کمربند خود را از او پس گرفت. در اسمک‌داون ۱۱ ژوئیه، اعلام شد که ای‌جی از کمربندش در رزمگاه مقابل پِیج دفاع خواهد کرد.
در قسمت ۲ ژوئن راو، سِث رالینز با حمله به دین امبروز و رومن رینز، مقابل آنها قرار گرفت و به رووسا پیوست. رالینز و امبروز از آن به بعد به یکدیگر حمله‌ور می‌شدند و در مسابقه یکدیگر دخالت می‌کردند. این دشمنی وقتی شدت گرفت که کین در مانی این د بنک به امبروز حمله کرد و باعث شد رالینز برنده مسابقه نردبان برای چمدان شود. در ۱۲ ژوئیه، WWE.com اعلام کرد که رالینز و امبروز در رزمگاه به مصاف هم خواهند رفت.
در راو ۳۰ ژوئن، زِب کُلتِر و جک سوئگر در یک گفتگو در راستای صلح درون رینگ مقابل لانا و روسِف قرار گرفنند. در راو ۱۴ ژوئیه و طی یک گفتگوی درون رینگ که در راستای صلح بود، سوئگر و کُلتِر روسِف را به مبارزه طلبیدند که او پذیرفت.
همچنین اعلام شد که نائومی و کامرون در مسابقه آغازین رزمگاه به مصاف هم خواهند رفت. بعد از اینکه این دو در راو ۷ ژوئیه برابر پِیج و ای‌جی شکست خوردند به همدیگر حمله‌ور شدند و به‌طور رسمی گروه فانکَدَکتیلز را منحل کردند. به‌این ترتیب مسابقه آنها در رزمگاه شکل گرفت.
در ۲۰ ژوئیه، WWE.com اعلام کرد آدام رُز و فاندانگو در این رویداد مقابل هم قرار می‌گیرند.

## نتایج
| شماره           | مسابقه                                                                                     | نوع مسابقه                                                             | مدت زمان |
| --------------- | ------------------------------------------------------------------------------------------ | ---------------------------------------------------------------------- | -------- |
| مسابقه آغازین ۱ | آدام رُز (با همراهی لیلا و سامر رِی) پیروز مقابل فاندانگو                                    | مسابقه تک‌نفره                                                          | ۱:۲۱     |
| مسابقه آغازین ۲ | کامرون پیروز مقابل نائومی                                                                  | مسابقه تک‌نفره                                                          | ۳:۲۱     |
| ۱               | د اوسوس (جیمی و جی اوسو) (قهرمانان کنونی) پیروز مقابل خانواده وایت (لوک هارپر و اریک روئن) | مسابقه تگ تیم 2-out-of-3 falls برای قهرمانی کمربندهای تگ تیم           | ۱۹:۲۲    |
| ۲               | ای‌جی لی (قهرمان کنونی) پیروز مقابل پِیج                                                     | مسابقه تک‌نفره برای قهرمانی کمربند دیواز                                | ۷:۱۴     |
| ۳               | روسِف (با همراهی لانا) پیروز مقابل جک سوئگر (با همراهی زِب کُلتِر) با شمارش معکوس              | مسابقه تک‌نفره                                                          | ۹:۵۷     |
| ۴               | سِث رالینز پیروز مقابل دین امبروز با جریمه شدن اَمبروز(Forfeit)                              | مسابقه تک‌نفره                                                          | ۰:۰۰     |
| ۵               | کریس جریکو پیروز بری وایت                                                                  | مسابقه تک‌نفره                                                          | ۱۵:۰۱    |
| ۶               | د میز برنده با بیرون انداختن آخرین نفر یعنی دالف زیگلر                                     | مسابقه بَتِل رویالِ رزمگاه ۱۹نفره برای قهرمانی کمربند بی‌صاحب بین‌قاه‌ای     | ۱۴:۱۱    |
| ۷               | جان سینا (قهرمان کنونی) پیروز مقابل کین، رندی اورتن و رومن رینز                            | مسابقه چهار نفره مرگبار برای قهرمانی کمریند دبلیودبلیوئی سنگین‌وزن جهان | ۱۸:۱۵    |